# Молочай тирукалли
Молоча́й тирука́лли (лат. Euphórbia tirucálli) — многолетнее древовидное растение; вид рода Молочай (Euphorbia) семейства Молочайные (Euphorbiaceae).
Известен также под названием «каучуконосный молочай».

## Распространение
Широко распространён в Северо-Восточной, Центральной и Южной Африке, возможно встречается также и на окружающих островах континента, а также на Аравийском полуострове. Встречается в Эритрее, Эфиопии, Судане, Кении, Танзании, Уганде, Анголе, Мозамбике, ЮАР (на территории бывших провинций Капская, Натал и Трансвааль), Эсватини и на Мадагаскаре.
Был завезён когда-то во многие другие тропические регионы. Его происхождение из Индии подвергается сомнению. Там он растёт в сухих областях и часто используется на корм крупному рогатому скоту и для изгородей.

## Морфология
Необычайно ветвистое древовидное суккулентное растение 5-9 м высоты с цилиндрическими гладкими ярко-зелеными ветвями 5—7 мм толщиной.
Листья 6-12 мм длины, 1-1,5 мм ширины, линейные или линейно-ланцетные, опадающие; на ветвях остаются в виде точек листовые следы, листья — только на верхушках. Функцию фотосинтеза в основном выполняет стебель.
Цветки мелкие, жёлтого цвета.
Двудомное растение.
|                                      |  |  |
| Слева направо: листья, цветки, плоды |  |  |

## Свойства
Млечный сок этого растения чрезвычайно ядовит и вызывает при контакте с ним серьёзные ожоги кожи. При попадании сока в глаза может появиться сильная боль и возникнуть слепота, длящаяся 7 дней. Если сок тирукалли попал в глаза, необходимо промывать их водой не менее 15 минут и обратиться за медицинской помощью. Признаки ожога могут проявиться более, чем через 12 часов. При приёме внутрь сока тирукалли, можно получить ожоги губ, рта и языка. Зафиксированы смертельные случаи при приёме этого сока внутрь.

## Экология
Плоды поедаются обезьянами и другими животными.

## Практическое применение
Выращивается как комнатное растение, но в домашних условиях почти не цветёт.
Раньше имел некоторое промышленное значение — из млечного сока добывали каучук. Химиком Мелвином Калвином было когда-то предложено млечный сок этого растения перерабатывать в нефть. Это предложение было особенно привлекательно тем, что молочай тирукалли мог расти на земле, непригодной для большинства зерновых культур. Келвин подсчитал, что возможно получение 10-50 баррелей нефти с одного акра земли.
В 80-х года 20-го века Бразильская нефтяная компания «Петробрас» начала эксперименты, основанные на идеях, выдвинутых Келвином.
Используется как инсектицид и для получения яда для рыб.

## Использование в медицине
Молочай тирукалли использовался также в нетрадиционной медицине. Им обрабатывались раковые и другие опухоли, бородавки в таких различных местах, как Бразилия, Индия, Индонезия, Малайзия. В Индии он использовался в виде аппликаций при астме, кашле, боли в ухе, невралгии, ревматизме, зубной боли и от бородавок. Проявляется некоторый интерес к этому растению в лечении злокачественных опухолей. Однако молочай тирукалли связывают с лимфомой Беркитта в качестве одного из источников болезни, а не лекарственного средства.